# Senebhenaf
Senebhenaf est un vizir de l'Égypte antique durant la Deuxième Période intermédiaire.

## Attestation
Senebhenaf est connu par le cercueil de sa fille, la reine Mentouhotep ; les inscriptions indiquent que son père se nomme Senebhenaf et sa mère Sobekhotep. La reine Mentouhotep est l'épouse du roi Djéhouty. La position de ce roi au sein de la Deuxième Période intermédiaire est incertaine (il a été attribué à la fois au début de la XVIe dynastie égyptienne et le début de la XVIIe dynastie égyptienne.
Certains égyptologues ont suggéré que Senebhenaf était peut-être l'un des deux fils homonymes du vizir Ibiaou qui officiait sous les pharaons de la XIIIe dynastie, Ouahibrê Ibiâou et/ou Merneferrê Aÿ ; si elle est validée, cette association pourrait établir un lien temporel significatif entre les souverains de Basse-Égypte du milieu et de la fin de la XIIIe dynastie et le royaume de Haute-Égypte dirigé par Djéhouty. Cependant, comme l'a souligné Wolfram Grajetzki, dans l'état actuel des connaissances, une telle identification est purement conjecturale.